# Detención de Mark Bernstein
La detención de Mark Bernstein, bloguero y editor bielorruso de Wikipedia ocurrió en marzo de 2022 por parte de las autoridades de Bielorrusia acusado de violar la ley de noticias falsas de Rusia al editar artículos en la Wikipedia en ruso relacionados con la invasión rusa de Ucrania de ese mismo año.

## Biografía
Nació en Minsk, pero vivió permanente allí recién desde 2009. Estudió en la Universidad Técnica Nacional de Bielorrusia.

## Wikipedia

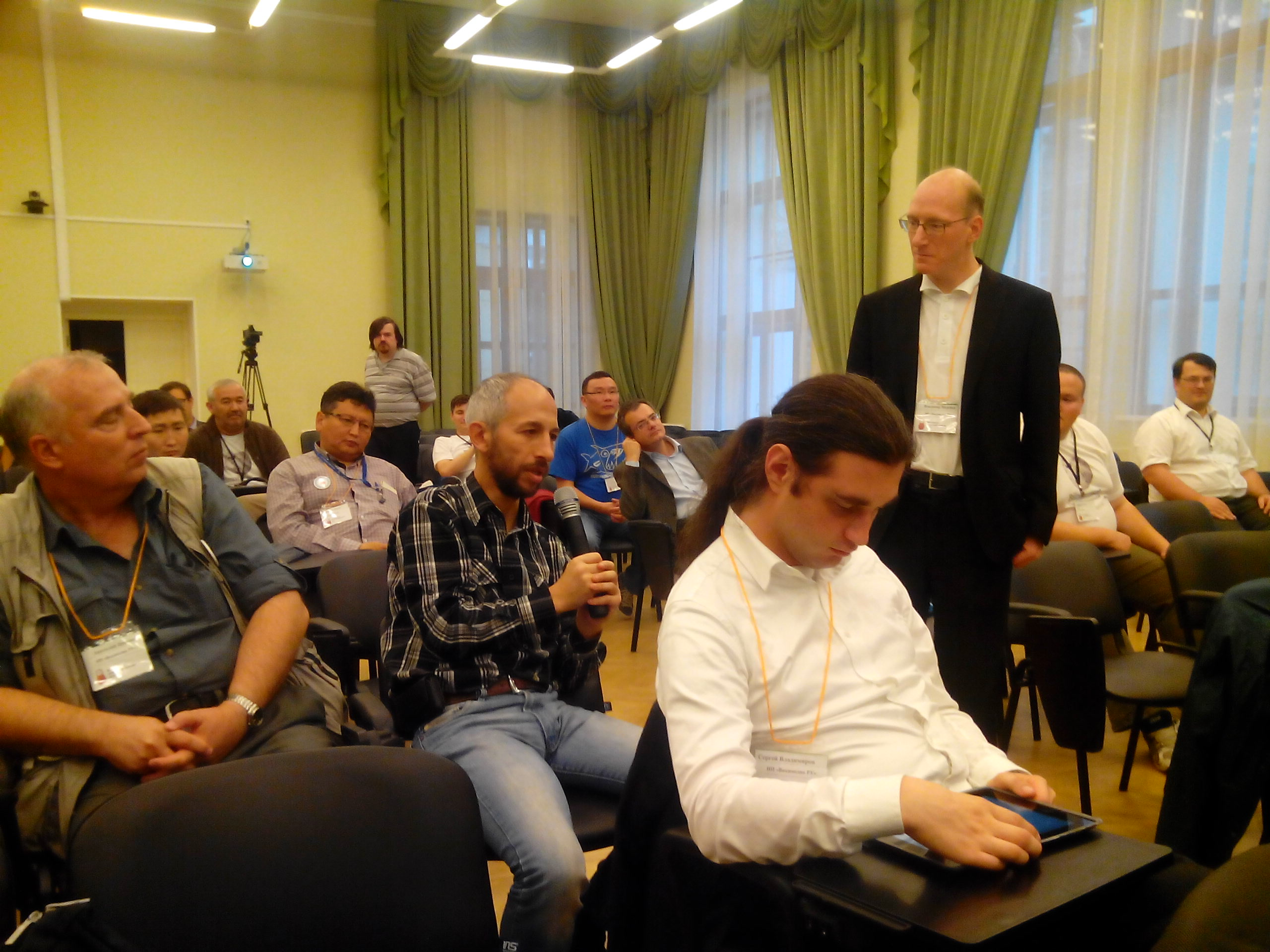
Bernstein en la WikiConferencia de Moscú el 14 de septiembre de 2014.

Bernstein edita Wikipedia bajo el nombre de usuario Pessimist2006. Desde finales de 2009 hasta principios de 2022, Bernstein fue uno de los cincuenta editores más activos de la Wikipedia en ruso, con más de 200 000 ediciones. Fue comisionado por otros editores de enciclopedias para escribir artículos. Describió su «mejor» logro en Wikipedia en 2009 como su trabajo en un artículo sobre la censura en la Unión Soviética, en el que había citado unas 250 fuentes. En ese momento, también fue entrevistado por Deutsche Welle por su experiencia al comentar sobre el desarrollo del proyecto Wikipedia de Bielorrusia, que existe en dos versiones gramaticales diferentes, Taraškievica y Narkamauka. Bernstein aconsejó a los nuevos editores de Wikipedia que primero aprendieran del patrones de edición de editores experimentados, y estar preparado para trabajar junto con editores que tienen puntos de vista muy diferentes y, a menudo, opuestos, que él vio como una clave para el desarrollo de artículos de Wikipedia.

### Detención
Cuando algunos editores de Wikipedia en ruso afirmaron que el nombre «invasión rusa de Ucrania (2022)» viola la política de Wikipedia de presentar información desde un punto de vista neutral, Bernstein dijo: «Las tropas rusas invadieron el territorio de Ucrania. Es solo un hecho, no es un punto de vista».
El 10 de marzo de 2022, un foro de mensajería en línea de propaganda rusa en Telegram, Mrakoborets (lit. 'Auror', una referencia a Harry Potter), publicó información privada sobre Bernstein y lo acusó de violar una nueva ley rusa contra la publicación de noticias falsas. El foro afirmó que la edición de Bernstein de los artículos de Wikipedia sobre la invasión rusa de Ucrania de 2022 violó la nueva ley.
El 11 de marzo de 2022, la Dirección General de Lucha contra la Delincuencia Organizada y la Corrupción de Bielorrusia detuvo a Bernstein en Minsk. Los canales progubernamentales favorables al régimen de Aleksandr Lukashenko en Telegram publicaron una grabación de video de la detención de Bernstein y lo acusaron de difundir información falsa «antirrusa». El 12 de marzo de 2022, fue condenado a 15 días de detención administrativa por «desobediencia a una orden o demanda legal de un funcionario» (artículo 24.3 del Código Administrativo de Bielorrusia).
El 11 de marzo de 2022, la Fundación Wikimedia, que opera Wikipedia y otros proyectos de Wikimedia, declaró en respuesta a una consulta sobre la detención de Bernstein que los equipos de «Confianza y Seguridad y Derechos Humanos» de la Fundación [estaban] monitoreando la crisis en curso en Ucrania y [estaban] en estrecho contacto con las comunidades [Wikimedia] de la región para «garantizar su seguridad y responder a sus necesidades».